# Helluland

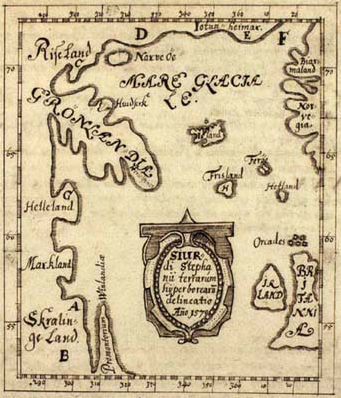
La carte de Skálholt (1570).

Helluland, prononcé [hɛtlʏland] en islandais, est le nom donné à l’une des trois terres qui ont été découvertes dans l’Atlantique Nord par Leif Eriksson aux alentours de l’an mil.
Helluland est décrite par les sagas des Islandais (Eiríks saga rauða et Grœnlendinga saga) comme étant une terre de larges pierres plates (origine du nom). M. Heude confirme l'hypothèse de Genzmer, selon laquelle Helluland pourrait être la Terre de Baffin, au Canada.
D’après les sagas, les Scandinaves auraient sans doute établi des contacts avec les autochtones de la culture de Dorset auxquels ils ont donné le nom de Skrælings.
Helluland est la première des trois terres visitées par Leif Eriksson. En juin 2009, des équipes de chercheurs du Musée canadien de la civilisation ont trouvé plusieurs objets d'origine scandinave sur le site archéologique de Nanook, à 200 km au Sud-Est d'Iqaluit, ville du Nunavik, région au Nord du Québec. Parmi les objets découverts, on y trouve une pelote de laine filée à la façon des Scandinaves, ainsi que des objets en bois décorés et des pierres à aiguiser pour affûter les couteaux et les haches. On y trouve aussi une pelle en os de baleine, identique à celle trouvée au Groenland. Un système de rigoles en pierre identique aux autres sites vikings constitue une autre preuve de la présence scandinave au Canada.

### Sources
- Régis Boyer, "Notice sur les sagas du Vinland" in Sagas islandaises, Paris, La Pléiade, 1987, pp. 1607-1618.
- Heather Pringle, "Strands of evidence" in Canadian Geographic, April 2009 issue, Ottawa, Royal Canadian Geographical Society, 2009.